# Ormiscodes
Ormiscodes é um gênero de mariposa pertencente à família Bombycidae.